# Marion Michael
Marion Ilonka Michaela Delonge (conocida artísticamente como Marion Michael) (Königsberg, 17 de octubre de 1940 – Gartz, 13 de octubre de 2007) fue una actriz y cantante alemana. Conocida sobre todo por su papel en la película de 1956 Liane, das Mädchen aus dem Urwald. Fue la segunda actriz alemana en aparecer desnuda en una película después de Hildegard Knef, que había protagonizado la película The Sinner en la década de los 50.
Michael fue elegida para su papel de Liane entre 12.000 candidatas. Solo tenía quince años cuando se hizo el rodaje. La película, ambientada en África, tuvo una polémica aparición en topless durante la primera mitad. La película fue un éxito de taquilla. Sin embargo, ninguna de sus siguientes diez películas durante los seis años siguientes estuvo a la altura en cuanto a éxito.
Michael sufrió heridas por su accidente de coche durante ese periodo. Volvió a la actuación pero se retiró en 1965. Sufrió brotes de depresión y se trasladó de la Alemania Federal a la Alemania Democrática.
Michael regresó ocasionalmente a la actuación en cine y televisión más adelante, pero solo en contadas ocasiones. Sin embargo, a pesar de su ausencia de protagonismo en pantalla después de la década de 1960, siguió siendo un reconocido icono del cine alemán. Su última aparición en pantalla fue en un musical de la televisión alemana de 1996 sobre su vida, titulado Liane.